# Auenheim (Kehl)
Auenheim ist ein Stadtteil von Kehl im baden-württembergischen Ortenaukreis. Das Dorf hat knapp 2500 Einwohner.

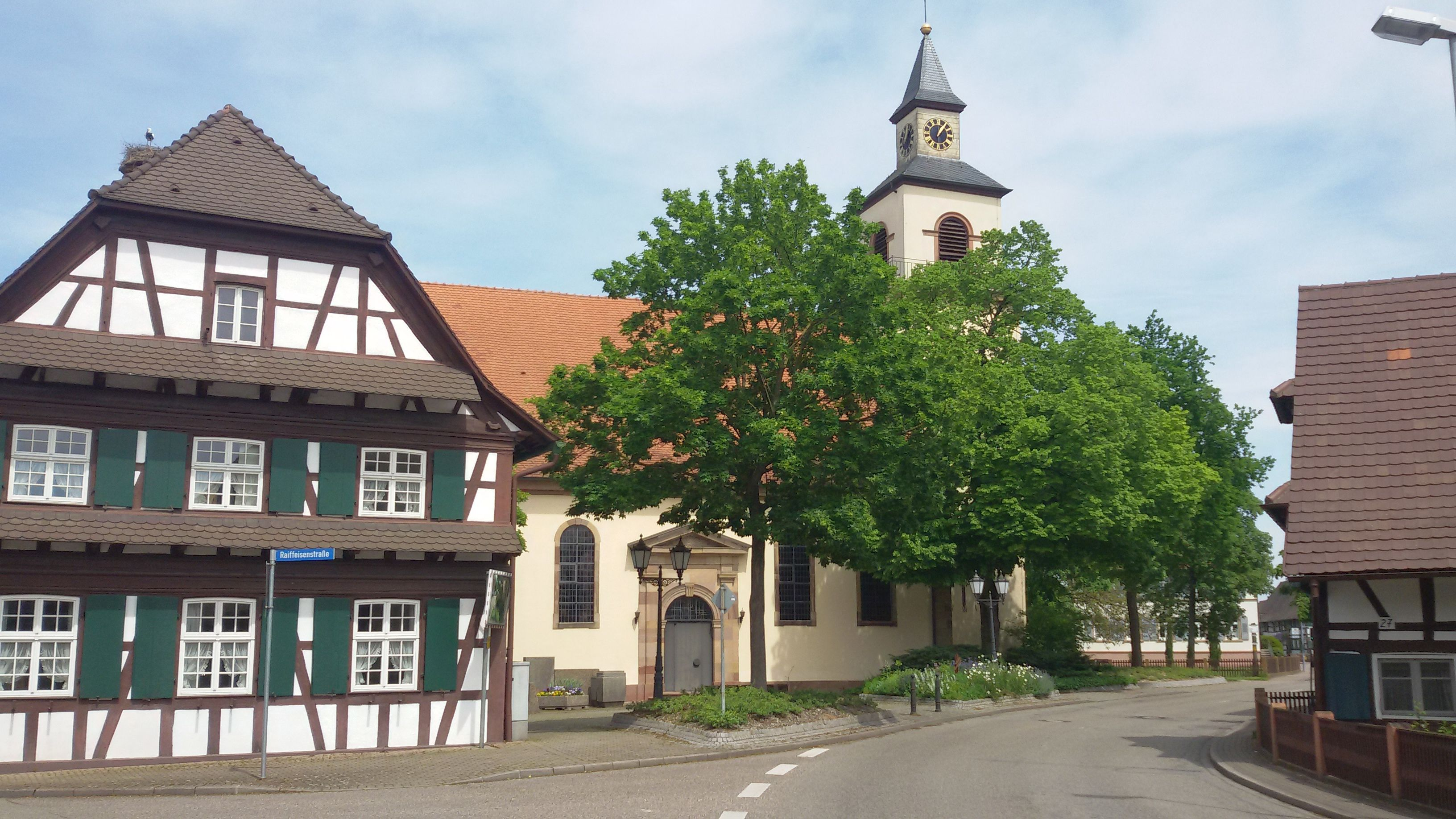
Kirche und altes Rathaus

## Geographische Lage
Auenheim liegt im Rheintal ca. 300 m östlich der Kinzig und des Rheins, der hier die Deutsch-Französische Grenze bildet, und ca. 4 km nördlich von Kehl. Die Innenstadt des französischen Straßburg ist ca. 10 km entfernt.

## Geschichte

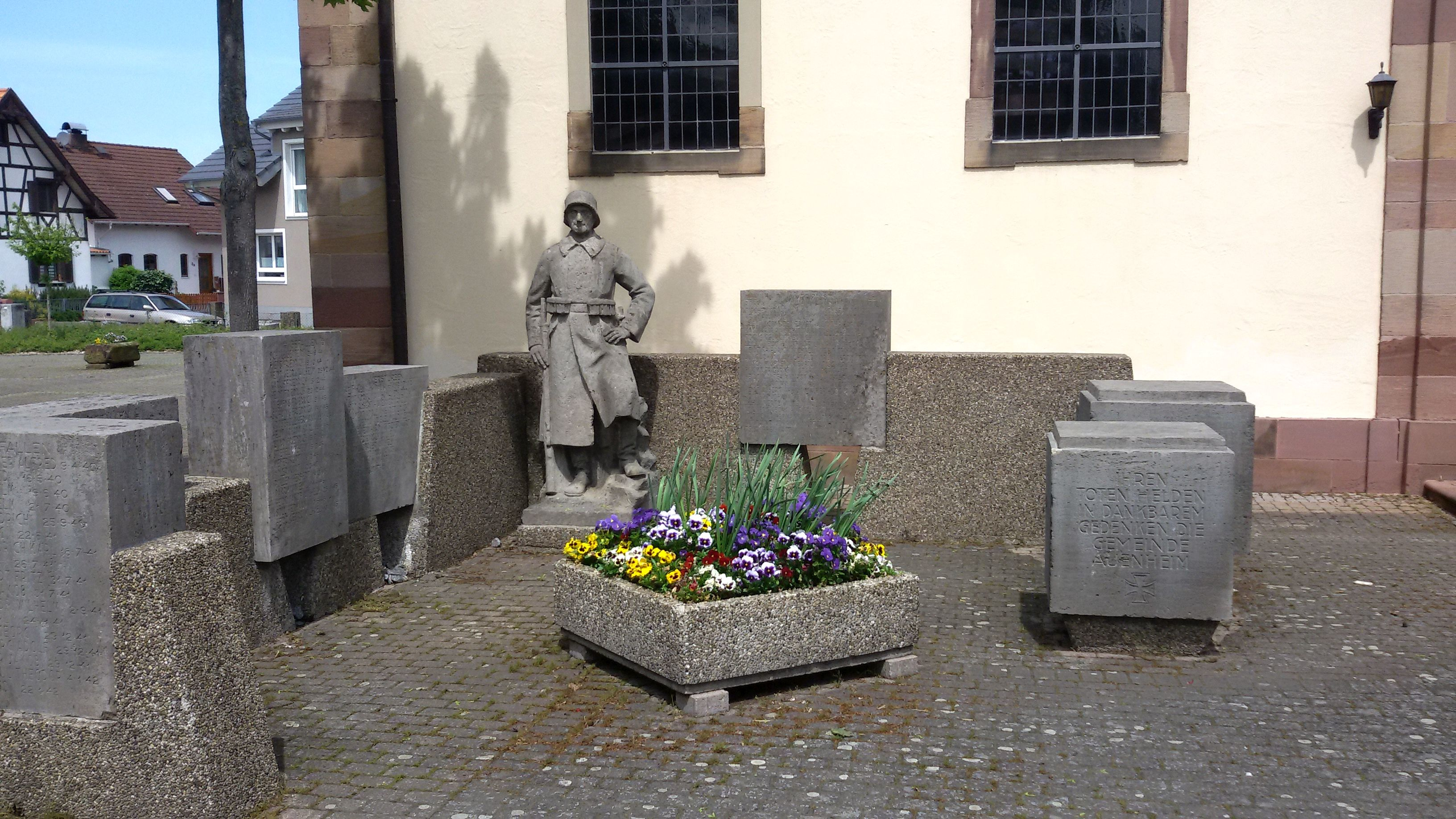
Kriegsdenkmal

### Prähistorische Zeit
Etwa 1,5 km nordöstlich im Gewann „Schuttereger“ und „Epsmatte“ befindet sich eine Geländeerhebung, die mehrfach in der Geschichte besiedelt wurde. Die ersten Funde weisen in die Bronzezeit. Während der Latènezeit bestand an dieser Stelle eine Siedlung, die an Importwege aus dem Mittelmeerraum angebunden war.

### Römerzeit
Im Gewann „Pfarrmatte“ Richtung Bodersweier fanden sich Reste einer römischen Siedlung. Es ließen sich eine Holz- und eine jüngere Steinbauphase unterscheiden. Die Keramikfunde entsprachen dem oberrheinswebischen Typus, weshalb eine germanische Einwohnerschaft denkbar scheint. Bezeugt ist zudem eine Bronzeverarbeitung. Eine aus der Mitte des 3. Jahrhunderts stammende Brandspur im untersuchten Keller könnte mit dem Limesfall um 260 n. Chr. im Zusammenhang stehen.
Ebenso befand sich im Bereich „Schuttereger“/„Epsmatte“ eine römische Siedlung unbekannten Typs. Diese existierte gemäß den Oberflächenfunden etwa von der Frühphase des 2. Jahrhunderts bis ins erste Drittel des 3. Jahrhunderts. Die Münzfunde erlauben die Annahme einer erneuten, aber kurzfristigen Siedlungsaktivität in den 350er-Jahren. Man vermutet, dass diese von Reichsbewohnern während einer kriegerischen Auseinandersetzung infolge der Usurpation des Magnentius als Zufluchtsort aufgesucht und noch während dieser Ereignisse zerstört wurde.

### Mittelalter
Die älteste erhaltene Erwähnung von Auenheim, als Ouuanheim, stammt von 888. Die Lichtenberger hielten das Dorf seit 1274 als Lehen des Bischofs von Straßburg. Um 1330 kam es zu einer ersten Landesteilung zwischen Johann II. von Lichtenberg, aus der älteren Linie des Hauses, und Ludwig III. von Lichtenberg. Dabei fiel Auenheim in den Teil des Besitzes, der künftig von der älteren Linie verwaltet wurde. Diese Landesteilung war auch Anlass für eine neue interne Organisation der Herrschaft Lichtenberg: Auenheim wurde dem Amt Willstätt zugeordnet, das neu gebildet wurde. Es war ein Fischerdorf, in dem auch Goldwäscherei betrieben wurde. Das älteste Dokument der Auenheimer Fischerzunft stammt von 1442.
Als 1480 mit Jakob von Lichtenberg das letzte männliche Mitglied des Hauses verstarb, ging das Erbe auf seine beiden Nichten, Anna von Lichtenberg (* 1442; † 1474) und Elisabeth von Lichtenberg über. Anna hatte 1458 den Grafen Philipp I. den Älteren von Hanau-Babenhausen (* 1417; † 1480) geheiratet, der eine kleine Sekundogenitur aus dem Bestand der Grafschaft Hanau erhalten hatte, um heiraten zu können. Durch die Heirat entstand die Grafschaft Hanau-Lichtenberg. Elisabeth heiratete Simon IV. Wecker von Zweibrücken-Bitsch. Das Lichtenberger Erbe wurde zwischen ihnen geteilt. Das Amt Willstätt und damit Auenheim wurden dabei zu einem Kondominat zwischen beiden Erben.

### Neuzeit
Unter der Regierung von Graf Philipp III. von Hanau-Lichtenberg kam es zu einer Realteilung der gemeinsamen Kondominate: Willstätt kam ganz zur Grafschaft Hanau-Lichtenberg. Im Gegenzug gelangte das Amt Brumath ganz an Zweibrücken-Bitsch. Graf Philipp IV. von Hanau-Lichtenberg (1514–1590) führte nach seinem Regierungsantritt 1538 die Reformation in seiner Grafschaft konsequent durch, die nun lutherisch wurde.
Nach dem Tod des letzten Hanauer Grafen, Johann Reinhard III., 1736 fiel das Erbe – und damit auch das Amt Willstätt – an den Sohn seiner einzigen Tochter, Charlotte von Hanau-Lichtenberg, Landgraf Ludwig (IX.) von Hessen-Darmstadt. Mit dem Reichsdeputationshauptschluss wurde das Amt Willstätt mit dem Dorf Auenheim 1803 dem neu gebildeten Kurfürstentum Baden zugeordnet.
Am 1. Januar 1975 wurde das Dorf im Zuge der Gemeindegebietsreform nach Kehl eingemeindet.

### Demographie
Einwohnerzahlen nach dem jeweiligen Gebietsstand.
| Jahr | Einwohnerzahl |
| ---- | ------------- |
| 1961 | 1.983         |
| 1970 | 2.291         |

## Politik
Als Ergebnis der Gemeindegebietsreform 1973 wurde Auenheim 1975 nach Kehl eingemeindet, und das Amt des Ortsvorstehers geschaffen. Amtsinhaberin und damit Vorsitzende des Ortschaftsrates ist seit 2014 Sanja Tömmes (Freie Wähler). Zuvor hatte Werner Müll (SPD) 25 Jahre das Amt inne.
Ortschaftsrat

Die Kommunalwahl am 9. Juni 2024 brachte folgende Sitzverteilung:
- FW Stadt Kehl: 4
- Bl Auenheim: 6

## Religion

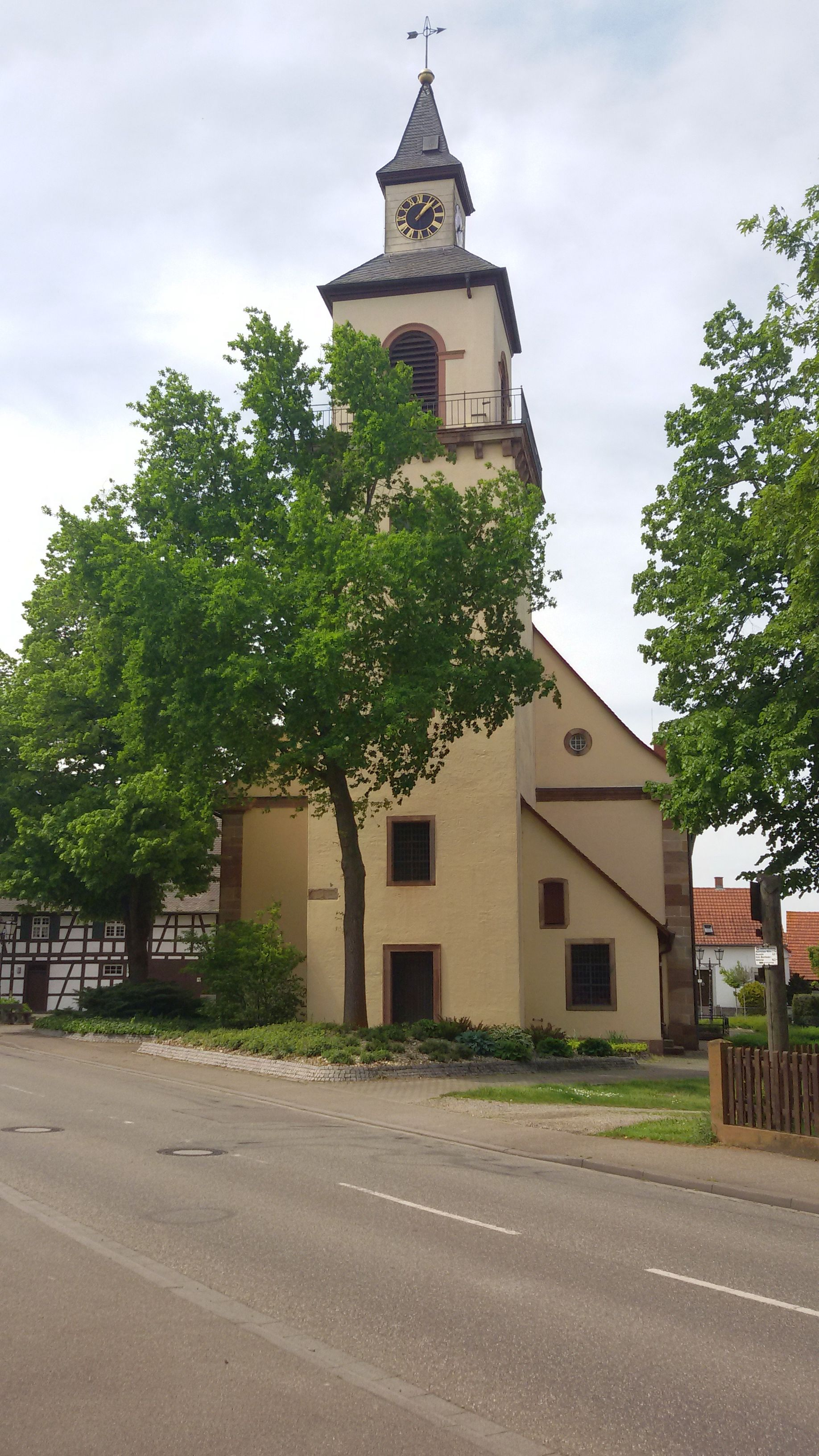
Evangelische Kirche

Auenheim hat eine evangelische Kirchengemeinde. Das Kirchengebäude wurde zuletzt 1792 neu erbaut. Die vorherigen Kirchenbauten an gleicher Stelle gingen ins 10. bis 12. Jahrhundert zurück.

## Wirtschaft und Infrastruktur

### Unternehmen
Südlich der Ortschaft befindet sich das Gewerbegebiet „Auenheim-Süd“, welches mit 40 Hektar die drittgrößte Gewerbegebietsfläche der Stadt Kehl ist. Dort befinden sich unter anderem der deutsche Hauptsitz des Logistikunternehmens Gartner KG; der Hauptsitz des Logistikunternehmens Albatros Speditions GmbH, das seit 2004 zur Nagel-Group gehört; sowie der Hauptsitz der MSG-Krandienst GmbH.
Auf der Auenheimer Gemarkung befindet sich die städtische Kläranlage.

### Bildung
Auenheim besitzt einen Kindergarten und eine Grundschule.

### Verkehr
Auenheim wird von der Kreisstraße 5373 durchzogen, über die Anbindung an die Landesstraße 75 besteht. Der öffentliche Personennahverkehr wird mit der Stadtbuslinie K4 durchgeführt. Die Linie 403 der SWEG vervollständigt mit wenigen Einzelverbindungen den Schülertransport zu den Stoßzeiten.